# Caligem
Caligem , em latim Caligine,  foi, segundo (Pseudo-)Higino, quem gerou Caos; a partir de Caligem e Caos foram gerados a Noite, a deusa do Dia, o Érebo e o Éter.
De acordo com a mitologia grega, Caos foi o primeiro deus a surgir, porém as tradições órficas dão Caos como filho de Khronos e Ananke.